# Trójbój siłowy na World Games 2009
Trójbój siłowy na World Games 2009, odbył się w dniach 25 – 26 lipca w hali Sun Jat-sena Uniwersytetu Sun Jat-sena (NSYSU Sun Yat-Sen Hall) nad brzegiem Morza Południowochińskiego. Tabelę medalową wygrali ciężarowcy z Ukrainy.

## Zasady rywalizacji
Rywalizacja odbywała się w obrębie kategorii wagowej według formuły Wilks'a – wyższe miejsce otrzymywał zawodnik z większą ilością punktów Wilks'a. Rekordy świata i kontynentów zaliczane były zgodnie z przynależnością zawodnika do nominalnej kategorii wagowej, wynikającej z przepisów sędziowania IPF. Spalony bój eliminował startującego z konkurencji (przepis nie ma odzwierciedlenia w przepisach sędziowania IPF; poprawka będzie umieszczona w przepisach najprawdopodobniej przed listopadowym Kongresem IPF 2009). 
Do każdej kategorii wagowej World Games nominowano 10 osób – mistrzów i wicemistrzów świata w trójboju siłowym 2008 oraz zawodników wytypowanych przez organizacje posiadające „dzikie karty” przydzielone im przez IPF. 
Rywalizowało 40 zawodników i 39 zawodniczek.
Na zawody wytypowano do sędziowania 10 sędziów z całego świata. 

## Kategorie wagowe
Zawodniczki i zawodnicy występowali w 4 kategoriach wagowych grupujących standardowe kategorie wagowe:
- Kategorie męskie:
  - lekka – połączone kategorie 56, 60 i 67,5 kg;
  - średnia – połączone kategorie 75 i 82,5 kg;
  - ciężka – połączone kategorie 90 i 100 kg;
  - superciężka – połączone kategorie 110, 125 i +125 kg.

- Kategorie żeńskie:
  - lekka – połączone kategorie 48 i 52 kg;
  - średnia – połączone kategorie 56 i 60 kg;
  - ciężka – połączone kategorie 67,5 i 75 kg;
  - superciężka – połączone kategorie 82,5, 90 i +90 kg.

## Medaliści[2]
| Kategoria wagowa | Złoto                  | Srebro             | Brąz                |
| Mężczyźni        |                        |                    |                     |
| Lekka            | Hsieng Tsung-ting      | Arkadij Szaloka    | Hassan El Belghitti |
| Średnia          | Jarosław Olech         | Andrij Naniew      | Jan Wegiera         |
| Ciężka           | Sergij Pewnew          | Jacek Wiak         | Aníbal Coimbra      |
| Superciężka      | Michael Tuchscherer    | Oleksandr Szepel   | Walerij Karpow      |
| Kobiety          |                        |                    |                     |
| Lekka            | Chen Wei-ling          | Yukako Fukushima   | Sri Hartani         |
| Średnia          | Noviana Sari           | Tetiana Prymenczuk | Zanna Iwanowa       |
| Ciężka           | Larysa Sołowjowa       | Antonietta Orsini  | Priscilla Ribic     |
| Superciężka      | Irina Jaworska-Karpowa | Jessica O’Donnel   | Chang Ya-wen        |

### Tabela medalowa zawodów
| Poz. | Państwo           |   |   |   | Łącznie |
| ---- | ----------------- | - | - | - | ------- |
| 1    | Ukraina           | 3 | 4 | 2 | 9       |
| 2    | Chińskie Tajpej   | 2 | 0 | 1 | 3       |
| 3    | Polska            | 1 | 1 | 1 | 3       |
| 3    | Stany Zjednoczone | 1 | 1 | 1 | 3       |
| 5    | Indonezja         | 1 | 0 | 1 | 2       |
| 6    | Włochy            | 0 | 1 | 0 | 1       |
| 6    | Japonia           | 0 | 1 | 0 | 1       |
| 8    | Francja           | 0 | 0 | 1 | 1       |
| 8    | Luksemburg        | 0 | 0 | 1 | 1       |

## Rekordy świata seniorek i seniorów
Na zawodach w kategorii seniorów padły 3 rekordy świata mężczyzn i 7 rekordów świata kobiet.
- Rekordy świata mężczyzn
  1. kat. 75: 362,5 kg – przysiad, Jarosław Olech, Polska
  2. kat. 75: 885 kg – trójbój, Jarosław Olech, Polska
  3. kat. 82,5: 265 kg – wyciskanie leżąc, Jan Wegiera, Polska

- Rekordy świata kobiet
  1. kat. 48: 200,5 kg – przysiad, Chen Wei-ling, Chińskie Tajpej
  2. kat. 48: 207,5 kg – przysiad, Chen Wei-ling, Chińskie Tajpej
  3. kat. 48: 187,5 kg – martwy ciąg, Chen Wei-ling, Chińskie Tajpej
  4. kat. 48: 195 kg – martwy ciąg, Chen Wei-ling, Chińskie Tajpej
  5. kat. 48: 495 kg – trójbój, Chen Wei-ling, Chińskie Tajpej
  6. kat. 52: 198,0 kg – martwy ciąg, Chou Yi-ju, Chińskie Tajpej
  7. kat. 52: 202,5 kg – martwy ciąg, Chou Yi-ju, Chińskie Tajpej

## Najlepsi
Wynik uzyskany przez Chen Wei-ling z Chińskiego Tajpej – 668,275 pkt. – jest najwyższym w historii IPF wynikiem uzyskanym przez kobietę lub mężczyznę.

Wynik uzyskany przez Jarosława Olecha z Polski – 634,191 pkt. – jest najwyższym wynikiem na World Games 2009 w kategorii mężczyzn.